# Waldemar von Dazur
Rudolf Constantin Waldemar Baron von Dazur (* 29. März 1895 auf dem Rittergut Tschachawe, Niederschlesien; † 14. November 1969 in Hamburg) war ein deutscher Jurist, Verwaltungsbeamter und Jagdflieger im Ersten Weltkrieg.

## Leben
Waldemar wurde als Sohn des Barons Alfred Woldemar von Dazur (* 16. Oktober 1865; † 9. März 1918) geboren, der 1892 das Rittergut in Tschachawe in Niederschlesien und 1916 ein Rittergut bei Zelz in der Niederlausitz erworben hatte. Das Gut Tschachawe wurde 1912 an Bolko von Richthofen verkauft.
Waldemars Großvater war der Rechtsanwalt und Notar am Stadtgericht in Breslau, Justizrat Friedrich Alexander Woldemar von Dazur (* 17. Juli 1817; † 10. Juli 1879), der 1848 der Konstitutionellen Partei angehörte und erfolglos für die Frankfurter Nationalversammlung kandidierte. Letztlich ging er als Stellvertreter für den Posener Abgeordneten Ernst Friedrich Ferdinand Viebig nach Frankfurt.
1914 nahm Waldemar von Dazur das Studium der Rechtswissenschaften am Lehrstuhl für deutsches Recht der Universität Lausanne auf. Dort wurde er im selben Jahr Mitglied der Studentenverbindung Germania Lausanne.
Bei Ausbruch des Ersten Weltkrieges wurde als Fahnenjunker eingesetzt und Ende 1914 zum Leutnant im Garde-Füsilier-Regiment der Preußischen Armee ernannt. 1917 kam er als Pilot zur Fliegertruppe und wurde ab 1918 als Jagdflieger bei der Jagdstaffel 20 (Jasta 20) eingesetzt, zu deren befehlshabendem Offizier er ernannt wurde. Dort errang er sechs Luftsiege und wurde selbst dreimal verwundet. 1918 wurde er zum Oberleutnant befördert und als solcher nach Kriegsende ab 1919 als militärwissenschaftlicher Bearbeiter im Reichsarchiv in Potsdam eingesetzt. 1920 schied er als Hauptmann aus dem Militärdienst.
Anschließend arbeitete er an seiner Dissertation und wurde 1921 zum Dr. rer. pol. promoviert. Von 1921 bis 1926 war er in der Abteilung für sozialpolitische und arbeitsrechtliche Angelegenheiten der deutsche Elektrotechnikfirma Siemens-Schuckert-Werke tätig, die auch Flugzeuge entwickelte und produzierte. 1926 ging er für drei Jahre als Referent und Fluglehrer an die Deutsche Verkehrsfliegerschule und wechselte 1929 erneut zu den Siemens-Schuckert-Werken, wo er bis 1932 blieb. Daneben besuchte er die Ingenieurschule und schloss diese 1931 mit dem akademischen Grad des Diplomingenieurs ab.
Ab 1933 war er als Rundfunkkommissar der preußischen Staatsregierung tätig und wurde im März 1934 Direktor der Reichs- und Staatsanzeigers, der amtlichen Zeitung der Weimarer Republik. 1935 wurde er als Beamter (Oberregierungsrat) im Reichsluftfahrtministerium beschäftigt. Anschließend wurde er Präsident der Preußisch-Süddeutschen Staatslotterie.
Zuletzt war Dazur schriftstellerisch tätig und veröffentlichte Sachbücher zur Wetterkunde und zum Bridge-Spiel. Er war Mitglied der Deutschen Adelsgenossenschaft. Seine letzten Lebensjahre verbrachte er in Hamburg.

## Auszeichnungen
- Eisernes Kreuz (1914) II. und I. Klasse
- Friedrich-August-Kreuz II. und I. Klasse

## Werke
- Des Deutschen Vaterland ein Buch des Stolzes und der Ehre. Stuttgart, Berlin 1935.
- Jeder spricht vom Wetter. Tips für Reise, Urlaub, Camping. List Verlag, München 1967.
- Wetterzeichen überall. Eine Wetterkunde für Jedermann. Mit 8 Tafeln auf Kunstdruckpapier und 15 Holzschnitten von Bruno Gutensohn. 1. Auflage, Ernst Heimeran Verlag, München 1959.
- Das Bieten beim Bridge. Die berühmten Punkte nach der Culbertson-Methode. Philler Verlag, Minden (Westf.) 1958.